# La mancha de sangre
La Mancha de Sangre es una película mexicana filmada en 1937 que, por censura, no se estrenó sino hasta 1943. Fue dirigida por el artista plástico Adolfo Best Maugard, sobre la base de un argumento original de Miguel Ruiz Moncada.[cita requerida]

## Sinopsis
Camelia, una prostituta que trabaja en un cabaret de mala muerte de la Ciudad de México llamado "La Mancha de Sangre", conoce a Guillermo, un joven provinciano y recién llegado que busca un futuro mejor. La chica ofrece cuidar al empobrecido y desempleado caballero hasta que se establezca, y la inicial amistad entre ambos pronto termina convirtiéndose en amor, situación que no le hace ninguna gracia a Gastón, el padrote de Camelia quien, al enterarse del romance, termina dándole un escarmiento al joven y este se aleja de la vida de la chica.
Al cabo de un tiempo, Guillermo regresa al cabaret pero, para sorpresa de Camelia, ahora aparece vestido ya no con su habitual ropa de trabajo sino con un estridente traje de gánster debido a que se ha unido a la banda de "El Príncipe", un ladrón de joyas, y que pronto cometerá un gran golpe por lo que Camelia, temiendo que dicho plan tenga un mal resultado, averigua cuándo se cometerá el robo y decide alquilar por su cuenta un departamento y, justo cuando Guillermo va a encontrarse con su jefe y sus cómplices para cometer el asalto, la cortesana se lleva a su amante al nuevo nidito de amor de la pareja y lo convence de que pase toda la noche con ella.
Así, y tal como lo había intuido Camelia, la policía termina apresando a "El Príncipe", quien es obligado a confesar a quien ha vendido las joyas robadas, por lo que uno de los agentes apresa a Gastón, pero este logra escapar y huye al departamento de Camelia, amenazándola de muerte. Sin embargo, la policía lo descubre, y se produce una balacera con el resultado de la muerte del proxeneta, y ahora tanto Guillermo como Camelia tienen la posibilidad de iniciar una nueva vida juntos.

## Elenco
- Stella Inda ... Camelia
- José Casal ... Guillermo
- Heriberto G. Batemberg ... Gastón
- Manuel Dondé ... El Príncipe
- Diego Villalba
- Chico Mabarak
- Kyra
- Lorenzo Díaz González
- Elvira Gosti
- Luis Santibáñez
- Jesús Muñoz

## Censura
La película, filmada en 1937, estuvo prohibida durante el gobierno del general Lázaro Cárdenas del Río, debido no sólo al inédito y -en ese entonces- escandaloso y atrevido argumento, sino también por sus muy audaces escenas eróticas, por lo que, para poder exhibirla comercialmente, se tuvo que eliminar buena parte de las mismas. Se dice que una de las escenas eliminadas antes de su estreno incluía a un grupo de hombres y mujeres bailando completamente desnudos en un salón, aunque otras sí pasaron la censura como, por ejemplo, un estriptis realizado por una de las prostitutas, siendo esta una de las primeras escenas de desnudo del cine mexicano.[cita requerida]
Por ello, no se estrenó sino hasta junio de 1943, en el Cine Politeama, de la Ciudad de México (que antes había sido teatro de revista). Duró cuatro semanas en la cartelera, aunque la cinta obtuvo malas críticas y luego no volvió a exhibirse públicamente.[cita requerida]

## Restauración
Durante muchos años, esta cinta se consideraba perdida hasta que, en 1993, la Filmoteca de la UNAM logró restaurarla sobre una copia encontrada en Alemania, con la salvedad de que, de los 18 rollos que contenía originalmente la película, aún no se han podido localizar el sexto rollo de sonido (esta parte aparece subtitulada, en la versión restaurada) y el noveno (y último) rollo de imagen.

## Comentarios
Esta película fue el único largometraje de Adolfo Best Maugard y, además, fue su segunda incursión como cineasta, ya que debutó como realizador en 1933 en el mediometraje Humanidad, sobre las instituciones de beneficencia pública de la época: Escuela Vocacional de la Beneficencia Pública, Escuela de Ciegos y Sordomudos y otras.
El elenco de esta cinta está conformado por actores no profesionales. Además, fue el primer papel protagónico de la hasta entonces poco conocida actriz María de la Soledad García Corona. Al audicionar para el papel de Camelia, Best Maugard no solo la eligió, sino que la bautizó artísticamente como Stella Inda, nombre por el cual ella se haría inmortal.
La película antecede en pocos años a la aparición del llamado cine de rumberas, un subgénero muy popular en el cine mexicano de la década de 1940 y de parte de la década de 1950, cuyas tramas se desarrollan mayormente en ambientes urbanos de cabaret y del bajo mundo.
El nombre del cabaret "La Mancha de Sangre", del cual toma su nombre el título de la película, evoca la ruptura del himen.[cita requerida]
Este filme ocupa el lugar 44 dentro de la lista de las 100 mejores películas del mexicanas, según la opinión de 27 críticos y especialistas del cine en México, publicada por el portal Sector Cine en junio de 2020.